# Bouvet forrópont

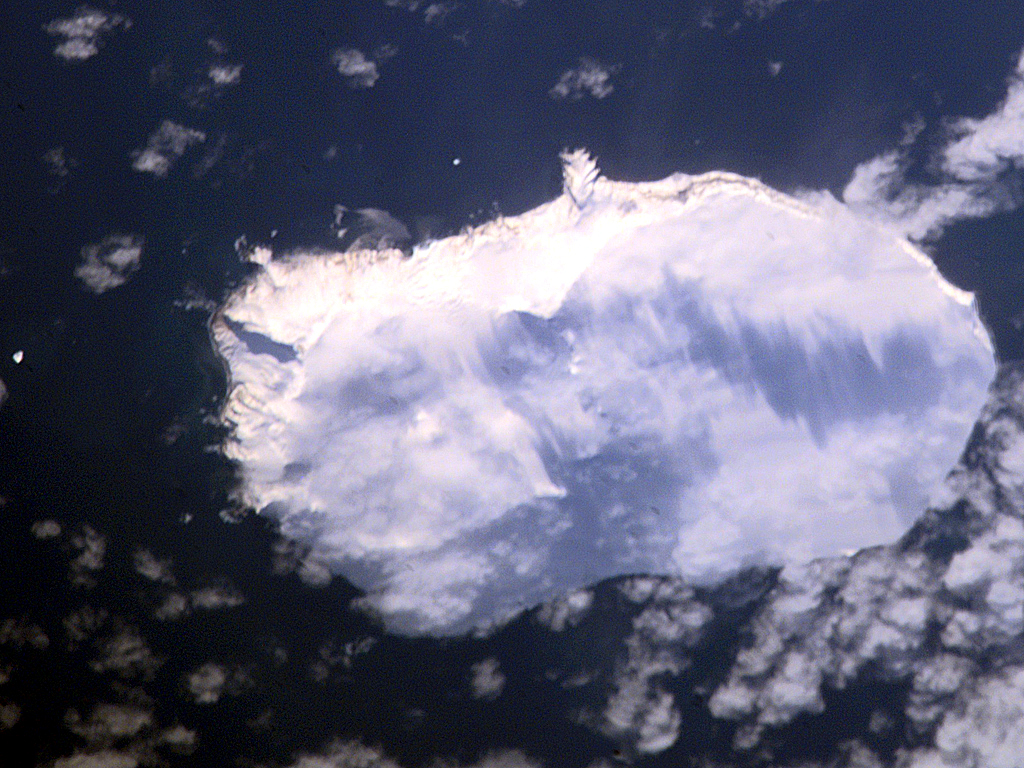
A forrópont felett található Bouvet-sziget

A Bouvet forrópont az Atlanti-óceán déli részén található, három törésvonal találkozásánál. Jelenleg a felette található Bouvet-sziget Bouvetøya néven norvég felségterület. A forrópont jelentőségét az adja, hogy egykora születésű a Közép-Atlanti-hátsággal, nem kizárt, hogy szerepet is játszott a kialakulásában.

## Elhelyezkedés
A Bouvet-forrópont az Atlanti-óceán alatt található, a Közép-atlanti hátság déli végpontjában. Itt találkozik a Dél-amerikai lemez, az Afrikai lemez és az Antarktiszi lemez.
Valójában a forrópont a hármasponttól mintegy 250 km-re található. Furcsaság továbbá, hogy nem tartozik hozzá a tengermélyi forrópontoktól megszokott szigetív, bár talán erre magyarázatul szolgál a a közelben lévő Spiess-hátság és a rajta felmért kaldera.
A sziget és a forrópont kutatását megnehezíti a rendkívül rideg időjárás, és a sziget távolsága bármelyik szárazföldtől.

## Történelem
Geológiai vizsgálatok szerint a sziget mintegy 4,5 millió éve keletkezett. Az utolsó kitörése dátumának i. e. 50-et adtak meg a kutatók.
A vulkáni utóműködés alapján a Bouvet-sziget vulkánja csak alvó állapotban van, újabb kitörései várhatóak.